# 蓮花莊
蓮花莊是浙江湖州市區的一處公園，位於湖州市區東南隅。原名「南園」，本系古代園林，數百年來，以碧水風荷、景色幽絕著稱於江南。元代著名書畫家趙孟頫在此置業，開闢蓮花池，建造松月齋、水月亭等，故名「蓮花莊」。因趙孟頫有翰林學士承旨銜，故蓮花莊有「學士莊」之稱。

## 歷史
蓮花莊的水域原為霅溪東南的一處水邊墩渚，即「白蘋洲」。後為人建築私業。蓮花莊原為趙孟頫幼年讀書之處。明代仍保存完好，清末遭毀，後逐漸荒蕪廢圮。
1949年後，政府曾將其一角辟為「青年公園」。1986年湖州市人民政府按歷史記載在原址偏南處予以修復，1987年春節對外開放，為湖州市區一處主要文化景點。

## 構造
蓮花莊在1986年修復時將毗連的青年公園、潛園、朱家漾劃入，使其連成一片。總面積為7.47公頃，其中三分之一為水面，分成西、中、南、北四個景區。

### 西區
有一大水池，北岸水榭名「青卞居」，上懸郭仲選所書匾額，水榭挑出水面，面寬六間，歇山頂，飛簷翹角，有迴廊和四角亭相連；兩岸倚牆用黃石疊成小品，間植秀竹；南岸群植樹水杉，近岸處有長型島域，名「白蘋洲」，洲上有一重簷方亭。
北部還有趙孟頫手筆《吳興賦》全文大石碑，碑前有清勝軒，軒中樹《重建蓮花莊記》石碑。軒後有迴廊，嵌有《雪賦》、《吳興山水清遠圖》等書畫碑。迴廊和「集芳園」相連，「集芳園」面寬七間，歇山頂。

### 中區
中區有一蓮池，臨池而建「松雪齋」，歇山頂，面寬三間。松雪齋後有小池，側建「印水山房」，山房爲懸山頂，房中用湖石堆成小品。假山上建「題山樓」，係三樓樓閣，四周有平座。

### 東區
以假山屏障為首景，有「苕上輞川院」。東有月洞門，內溪架有拱橋、梁橋和廊橋。廊橋和「大雅堂」相連。「大雅堂」在池北岸，歇山頂，面寬三間帶周廊，大雅堂後有「曉清閣」，閣樓二層，歇山頂，面寬三間。大雅堂左有一雙亭，名「天開圖畫」，水池東南斷岸處，建有「驚鴻橋」，橋上築歇山重簷方亭，故亦名「亭橋」。池南岸有澄環觀，飛簷翹角。

### 北區
北區即潛園，原系清代歸安著名藏書家陸心源的別業，建於清光緒初。因晚年其在園內「潛心著述」故名潛園。原有守先閣、四梅精舍、五石草堂等16景，抗日戰爭時期建築物被毀殆盡，僅存假山、石峰、水池。現於水池中置「五峰」（俗称“太湖五老峰”），其中主峰「蓮花峰」高3.8米，寬约1.2米，状如含苞初放的莲花，乃太湖石精品。此石原為趙孟頫松雪齋故物，刻有趙手書之「蓮花峰」三個篆體字，為湖州市文物保護單位。
池東北有假山，山巔有平臺，山麓有陸氏獻書碑一塊。

## 景點

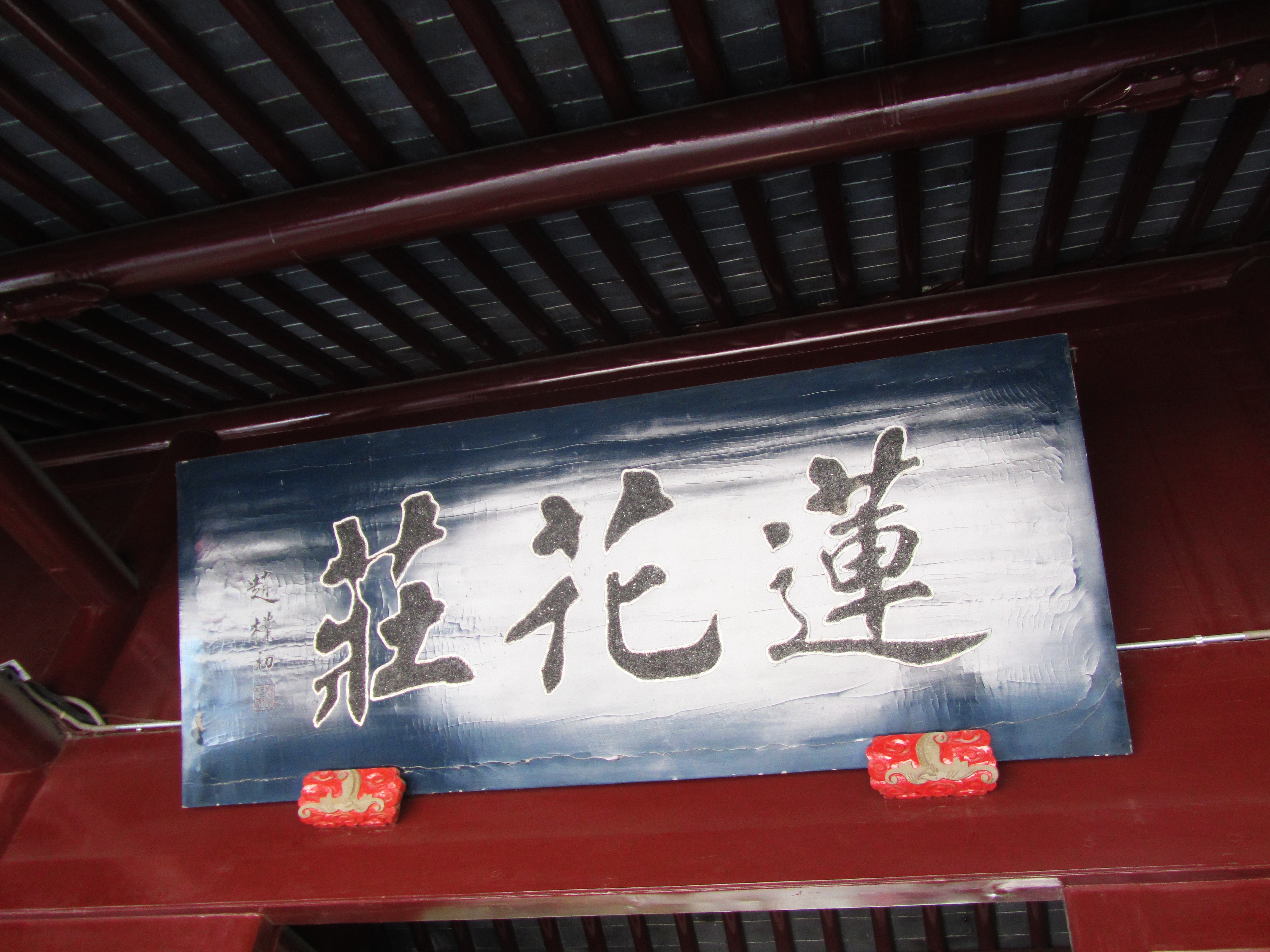
赵朴初所题之蓮花莊匾额
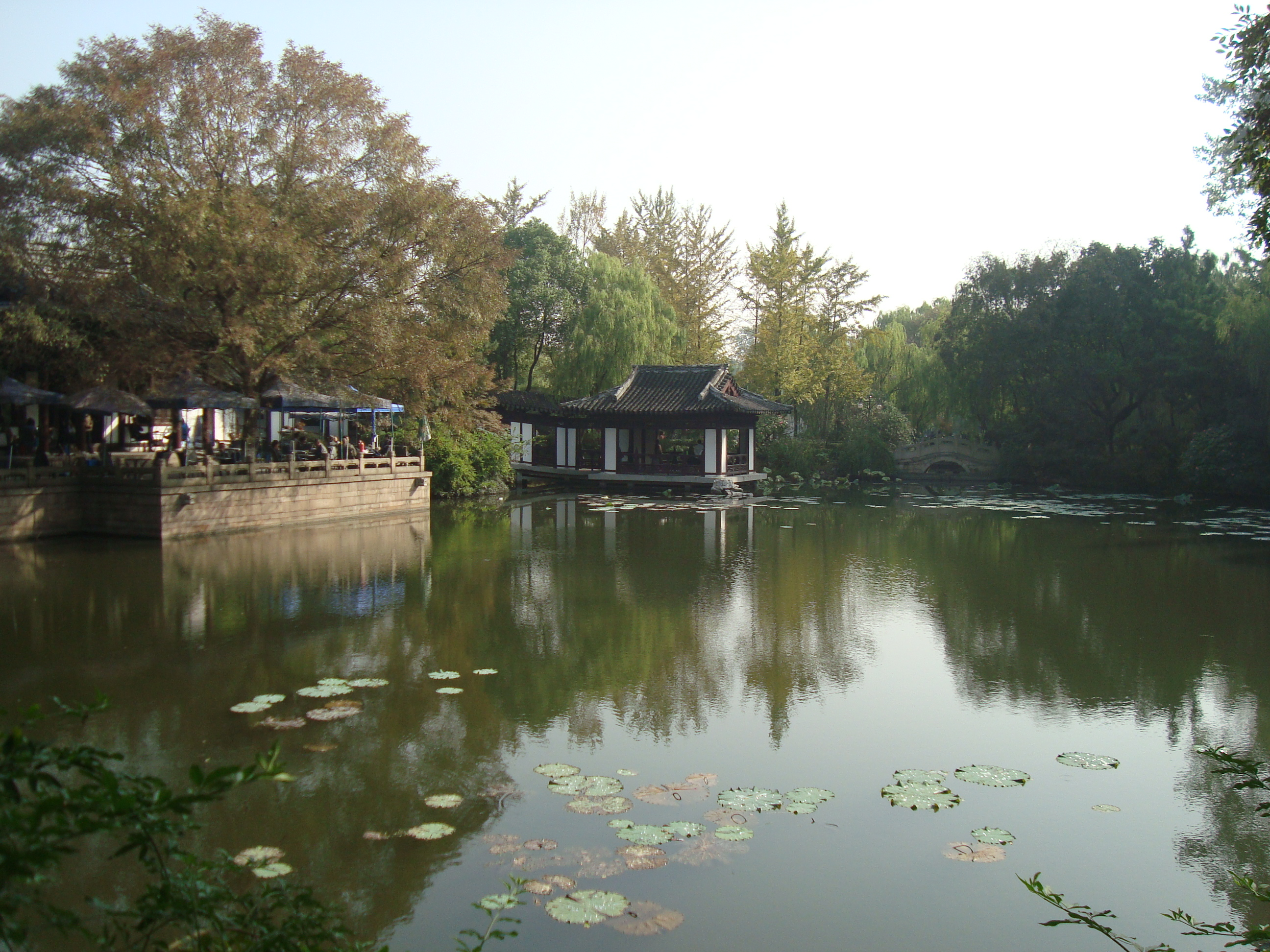
園內一隅，遠處爲「鷗波亭」
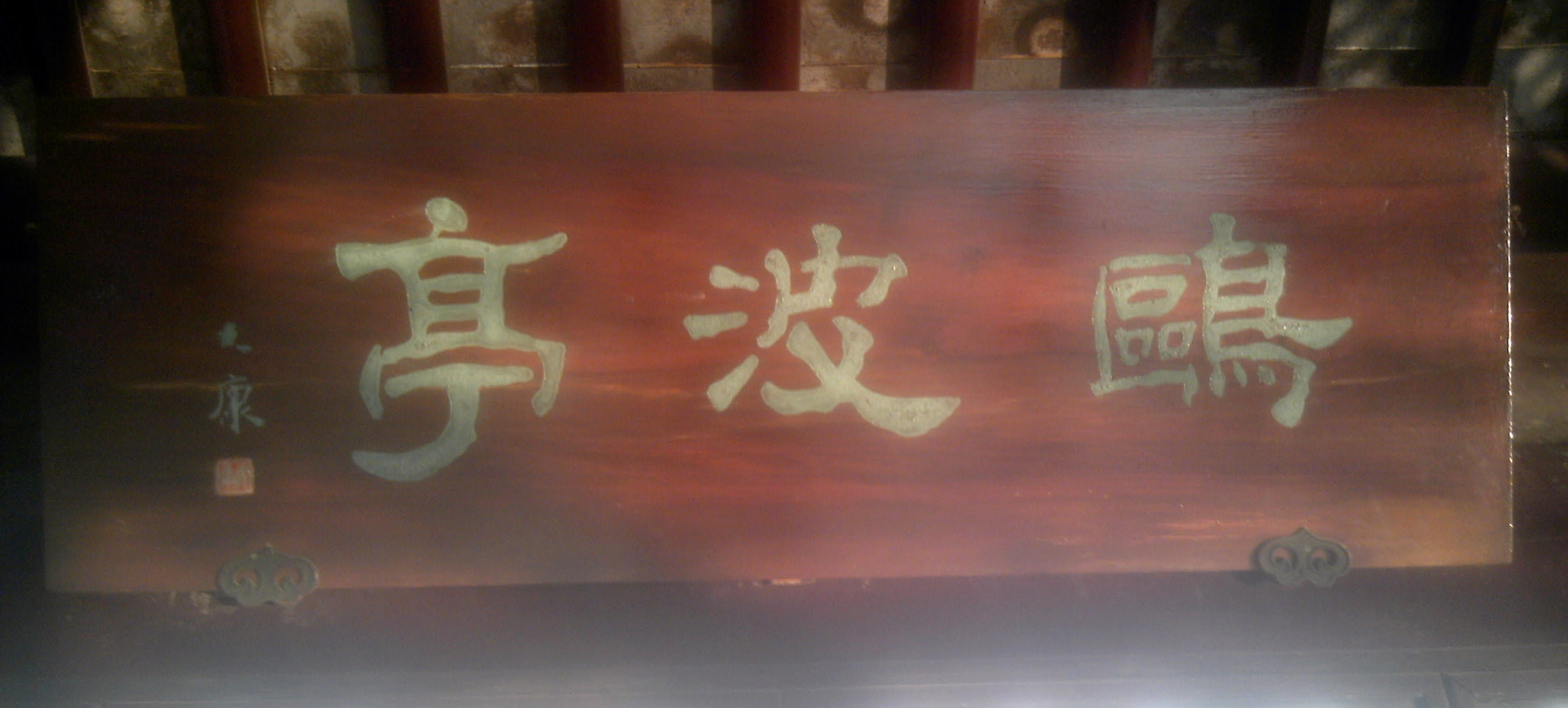
「鷗波亭」之匾額
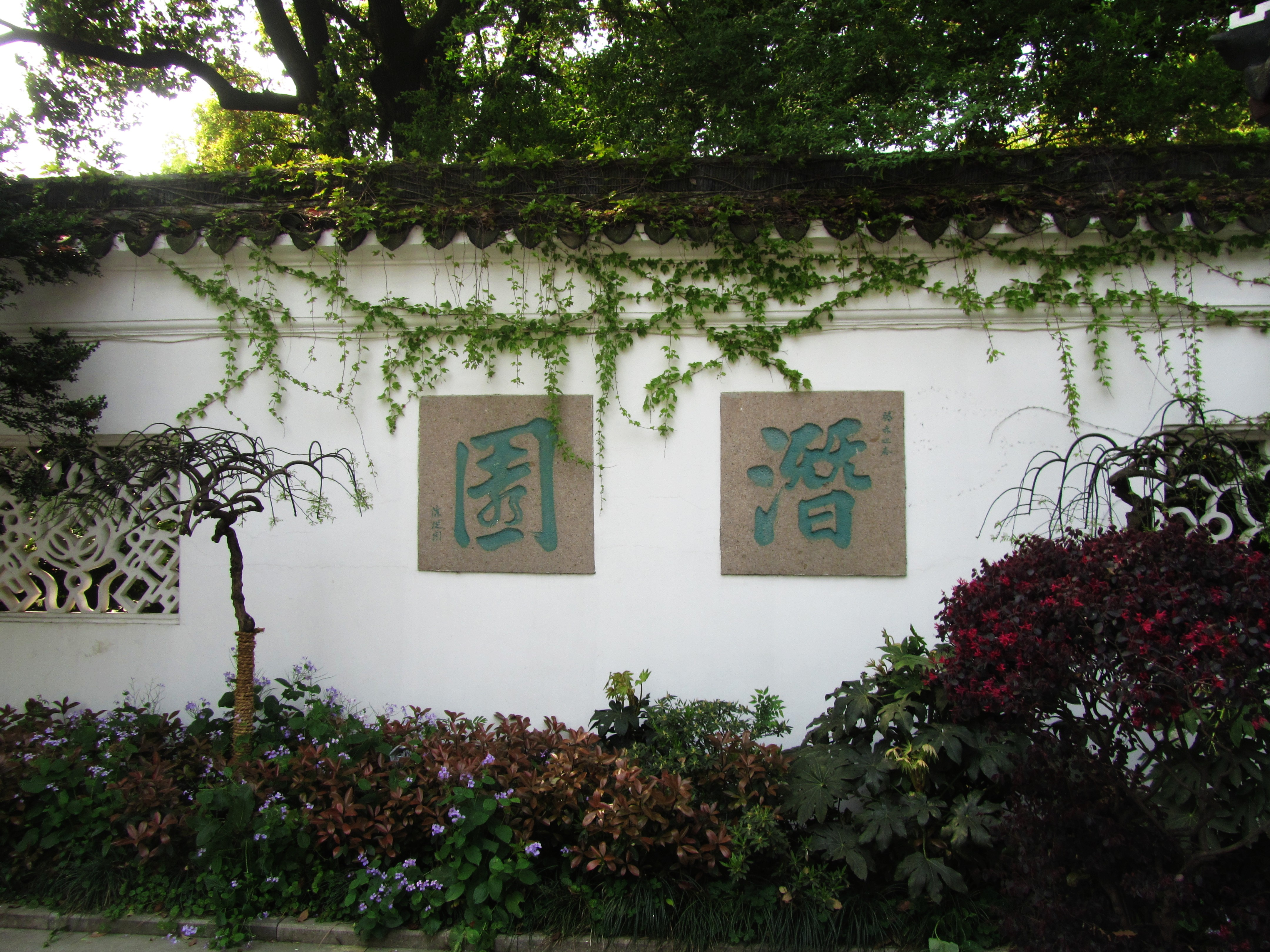
潜园
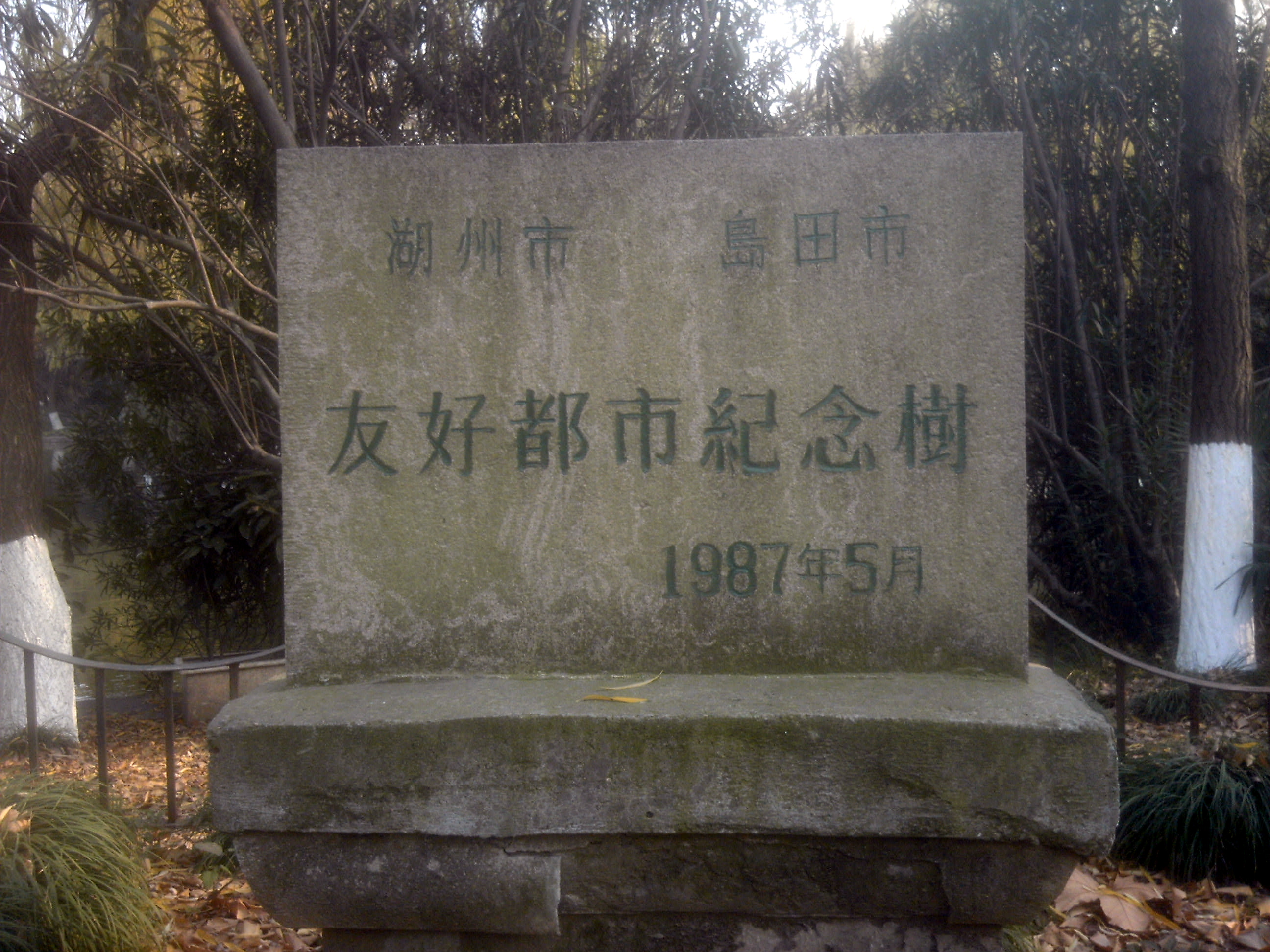
位於蓮花莊內的「湖州市-島田市：友好都市紀念樹」之碑